# 樋口直人
樋口 直人（ひぐち なおと 1969年 - ）は、日本の社会学者、元気象庁職員。早稲田大学教授。
在日外国人、社会運動、政治を論じている。

## 経歴
神奈川県厚木市出身。神奈川県立厚木高等学校を経て、1988年気象庁入庁、気象大学校入学。1994年一橋大学社会学部卒、1996年一橋大学大学院社会学研究科修士課程修了、1999年同博士課程中退。この間1997年から1999年まで日本学術振興会特別研究員。2015年に一橋大学に提出した学位論文「日本型排外主義 : 在特会・外国人参政権・東アジア地政学」で博士（社会学）。
1999年より徳島大学総合科学部人間社会学科で講師として教鞭をとり、2005年より同助教授、2007年より同准教授。2020年から、早稲田大学人間科学部教授。
2003年から2005年まで国立民族学博物館共同研究員、2009年から2010年までオランダ・ユトレヒト大学欧州移民・エスニック・人種問題研究所（ERCOMER）客員研究員、2018年ドイツ・フリードリヒ・アレクサンダー大学エアランゲン＝ニュルンベルク客員教授。徳島労働局労働関係紛争担当参与なども務めた。

## 評価
在日コリアンに対する排外主義やヘイトスピーチに関する研究で、徳島大学総合科学優秀賞を受賞。
塩原良和は樋口の著書『日本型排外主義』について「実証的な調査データと堅実な理論枠組み、そして歴史的広がりをもった視野に基づく分析」とする書評を寄せた。
町村敬志、伊藤るり、田中拓道によれば、樋口は「誠実な態度、揺るぎのない姿勢で知られる」。

## 主張
樋口は「日本型排外主義」を「近隣諸国との関係により規定される外国人排斥の動きを指し、植民地清算と冷戦に立脚するものである」と定義した。
排外主義運動について研究しており、「在日特権を許さない市民の会」がその中で最大かつ最も知名度が高いとしている。『社会科学的にみれば、「在日特権」なるものは根拠のないデマ』と述べているがこれにより人を集めることに成功しているという現実が重要としている。
排外主義運動の活動家33名（在特会を中心に活動しているのは25名）を聞き取り調査した結果、「市民の会」については、その会員はホワイトカラーや自営業者などが主体であり、退職者を除いて無職はいなかったとし、「（在特会は）中間層の運動とみなしたほうが正確であり、階層の低い者の不安が排外主義運動を生み出すという仮説は棄却されたといってよい。」などと論じている。
ヘイトスピーチに対しては、「被害者が訴えて救済される道が開かれる点で、筆者は法規制に賛成である。しかし、法的な規制だけで問題は解決しない。一連の事件の背景には、日本は日本人だけのものであり外国人は脅威であるという排外主義があり、その抑制がなければ対症療法にしかならない」。

## 著書
- （大畑裕嗣, 成元哲，道場親信）『社会運動の社会学』有斐閣 2004
- （曽良中清司, 長谷川公一，町村敬志）『社会運動という公共空間：理論と方法のフロンティア』成文堂 2004
- （梶田孝道, 丹野清人）『顔の見えない定住化 : 日系ブラジル人と国家・市場・移民ネットワーク』名古屋大学出版会 2005
- （稲葉奈々子, 丹野清人, 福田友子, 岡井宏文）『国境を越える : 滞日ムスリム移民の社会学』青弓社 2007
- （久保田滋, 矢部拓也, 高木竜輔）『再帰的近代の政治社会学 : 吉野川可動堰問題と民主主義の実験(Minerva社会学叢書 ; 30)』ミネルヴァ書房 2008
- （編著）『日本のエスニック・ビジネス = Ethnic Businesses in Japan』世界思想社 2012
- 『日本型排外主義 : 在特会・外国人参政権・東アジア地政学』名古屋大学出版会 2014
- 『폭주하는 일본의 극우주의 : 재특회, 왜 재일 코리안을 배척하는가』미래를소유한사람들 2015
- 『재특회(在特会)와 일본의 극우――배외주의운동의 원류를 찾아서』J&C 2016 ISBN 9791159170157
- （小倉紀蔵, 大西裕）『嫌韓問題の解き方：ステレオタイプを排して韓国を考える』朝日選書 2016 ISBN 978-4-02-263047-6
- Japan's Ultra-Right, Trans Pacific Press 2016 ISBN 978-1920901936
- （永吉希久子, 松谷満，倉橋耕平，ファビアン・シェーファー，山口智美）『ネット右翼とは何か』青弓社 2019
- （松谷満）『3・11後の社会運動：8万人のデータからわかったこと』筑摩書房 2020
- （小熊英二）『日本は「右傾化」したのか』慶応義塾大学出版会 2020
- （稲葉奈々子）『ニューカマーの世代交代：日本における移民2世の時代』明石書店 2023
- （ハイメ・タカハシ）,（エドゥアルド・アサト）,（小波津ホセ）,（オチャンテ, 村井・ロサ・メルセデス）,（稲葉奈々子）,（カルロス・オチャンテ）『ペルーから日本へのデカセギ30年史：Peruanos en Japón, pasado y presente』インパクト出版会 2024